# Diksprietwaterkevers
De diksprietwaterkevers (Noteridae) zijn een familie van kevers in de onderorde Adephaga. Deze naam werd als naam in de familie-groep voor het eerst genoemd door Carl Gustaf Thomson in 1860.

## Onderfamilies en tribus
De familie is als volgt onderverdeeld:
- Onderfamilie Noterinae Thomson, 1860
  - Tribus Neohydrocoptini Zalat, Saleh, Angus and Kaschef, 2000
  - Tribus Noterini Thomson, 1860
  - Tribus Pronoterini Nilsson, 2005
  - Tribus Tonerini Miller, 2009
- Onderfamilie Notomicrinae Zimmermann, 1919
- Onderfamilie Phreatodytinae Uéno, 1957